# Maharashtra Open 2019
Il Maharashtra Open 2019 è stato un torneo di tennis giocato sul cemento. È stata la 24ª edizione del torneo che ha fatto parte dell'ATP Tour 250 nell'ambito dell'ATP Tour 2019. Si è giocato nel SDAT Tennis Stadium di Pune, in India, dal 31 dicembre 2018 al 5 gennaio 2019.

## Partecipanti

### Singolare

#### Teste di serie
| Nazionalità   | Giocatore               | Ranking | Testa di serie* |
| ------------- | ----------------------- | ------- | --------------- |
| Sudafrica     | Kevin Anderson          | 6       | 1               |
| Corea del Sud | Chung Hyeon             | 25      | 2               |
| Francia       | Gilles Simon            | 30      | 3               |
| Tunisia       | Malek Jaziri            | 45      | 4               |
| Francia       | Benoît Paire            | 52      | 5               |
| Spagna        | Roberto Carballés Baena | 73      | 6               |
| Spagna        | Jaume Munar             | 81      | 7               |
| Spagna        | Pablo Andújar           | 83      | 8               |

* Ranking al 24 dicembre 2018.

#### Altri partecipanti
I seguenti giocatori hanno ricevuto una wildcard per il tabellone principale:
- Prajnesh Gunneswaran
- Arjun Kadhe
- Ramkumar Ramanathan

I seguenti giocatori hanno ricevuto un ingresso nel main draw grazie al ranking protetto:
- Steve Darcis

I seguenti giocatori sono passati dalle qualificazioni:

- Félix Auger-Aliassime
- Simone Bolelli
- Antoine Hoang
- Saketh Myneni

Il seguente giocatore è entrato in tabellone come lucky loser:
- Thiago Monteiro

#### Ritiri
Prima del torneo
- Marin Čilić → sostituito da  Pedro Sousa
- Saketh Myneni → sostituito da  Thiago Monteiro

## Campioni

### Singolare
Kevin Anderson ha battuto in finale  Ivo Karlović con il punteggio di 7–6(4), 6(2)–7, 7–6(5).
- È il sesto titolo in carriera per Anderson, il primo della stagione.

### Doppio
Rohan Bopanna /  Divij Sharan hanno battuto in finale  Luke Bambridge /  Jonny O'Mara con il punteggio di 6-3, 6-4.